# Antwerpse B.C.
L'Antwerpse B.C. è stata una società cestistica avente sede ad Anversa, in Belgio. Fondata nel 1910.

## Storia
Antwerpse è stato fondato nel 1910 e divenne uno dei più vincenti club di basket in Belgio durante gli anni 50 e 70. Nel 1972 il club cambiò nome in Racing Basket Antwerpen. Nelle stagioni successive adottò, per ragioni di sponsorizzazione, il nome di Racing Ford Antwerpen, e poi Racing Thorens Antwerpen. Nel 1975 il club si fuse con vari club di Anversa come ad esempio Zaziko, Brabo, Tunnel dando origine ad un club denominato Sobabee. Alla fine nel 1995 Sobabee si fuse con un altro leggendario club belga, il Racing Mechelen, e venne così a crearsi un nuovo club ad Anversa denominato Antwerp Giants.

## Palmarès
- Campionato belga: 8

1955-56, 1958-59, 1959-60, 1960-61, 1961-62, 1962-63, 1963-64, 1972-73
- Coppa del Belgio: 3

1961, 1972, 1974